# Jacqueline Sophie Mendel
Jacqueline Sophie Mendel (* 1991 in Aachen) ist eine deutsche Schauspielerin. Sie absolvierte in Potsdam ihr Schauspielstudium an der Hochschule für Film und Fernsehen Konrad Wolf. Außerdem arbeitete sie an Theatern in Göttingen, Hildesheim und Potsdam sowie in Kurzfilmproduktionen. Im Jungen Theater Göttingen übernahm sie 2018 in Hans Falladas Kleiner Mann – was nun? die Hauptrolle der „Lämmchen“.